# Хадзі Мадока
Хадзі Мадока (яп. 櫨 まどか; нар. 8 липня 1988) — японська футболістка. Вона грала за збірну Японії.

## Кар'єра в збірній
Дебютувала у збірній Японії 30 липня 2017 року в поєдинку проти Австралії. З 2017 по 2018 рік зіграла 7 матчів в національній збірній.

## Статистика виступів
| Збірна Японії | Збірна Японії | Збірна Японії |
| Рік           | Матчі         | Голи          |
| ------------- | ------------- | ------------- |
| 2017          | 6             | 0             |
| 2018          | 1             | 0             |
| Загалом       | 7             | 0             |